# World in Conflict: Soviet Assault
World in Conflict: Soviet Assaultlà phiên bản mở rộng của trò chơi máy tính thuộc thể loại chiến thuật thời gian thực World in Conflict do hãng Massive Entertainment và Swordfish Studios đồng phát triển, game được hãng Ubisoft phát hành vào năm 2009. Cách chơi vẫn như bản đầu, chỉ bổ sung thêm phe Liên Xô trong phần chơi chiến dịch, đối địch lại với phe chủ đạo là Hoa Kỳ trong bản gốc World in Conflict.

## Cốt truyện
World in Conflict: Soviet Assault lấy bối cảnh cuộc đổ bộ của Hồng quân Liên Xô lên nước Mĩ vào năm 1989 khi Bộ Chính trị của Liên bang Xô viết mới đắc cử đã tức tốc triển khai các hoạt động quân sự để duy trì một chế độ đang dần suy yếu còn hơn là chịu sự sụp đổ hoàn toàn. Không nhận được sự viện trợ ngoại giao cần thiết, Liên Xô quyết định xâm lược Tây Âu. Vì thế, người chơi sẽ hóa thân vào nhân vật chính xuyên suốt game là Romanov, một trung úy trong Quân đội Liên Xô dưới sự chỉ huy của Đại tá Vladimir Orlovsky, người đang chỉ huy hai viên sĩ quan cấp dưới khác trong tiểu đoàn của ông gồm người cháu trai là Đại úy Nikolai Malashenko cùng người bạn cũ là thiếu tá Valeriy Lebedjev, một viên sĩ quan KGB trực thuộc tiểu đoàn.
Lực lượng Spetsnaz xâm nhập và phá hủy một tiền đồn của Mỹ ở Tây Berlin để mở đường cho một cuộc xâm lược của Quân đội Liên Xô. Bức tường Berlin bị phá hủy khi tiểu đoàn Hồng quân đi qua. Sau khi tiêu diệt toàn bộ Tiểu đoàn Thiết giáp 6 của Mỹ, Liên Xô chuẩn bị tiến quân vào thống nhất Berlin, chuyển hướng cuộc xâm lược sang phía Tây Đức và do đó bắt đầu bùng nổ cuộc Chiến tranh thế giới thứ ba. Vài tháng sau, các lực lượng vũ trang Liên Xô phát động một cuộc xâm lược bất ngờ vào thành phố Seattle thuộc tiểu bang Washington phía tây bắc nước Mỹ. Trong cuộc xâm lược, Orlovsky và các lực lượng của ông được giao nhiệm vụ bình định vùng nông thôn. Những thành viên của Lực lượng Du kích dân sự đã bắt đầu tấn công vào đội quân xâm lược của Liên Xô, làm dấy lên lòng căm thù của Malashenko. Romanov và Malashenko hạ lệnh tấn công các đồn chỉ huy du kích, chỉ sau vài giờ ác chiến quyết liệt đã bắt sống các nhà lãnh đạo du kích. Tuy nhiên Orlovsky phát hiện Malashenko đang cố gắng ra quân tàn sát dân thường với một đội xử bắn được cử đi thi hành nhằm uy hiếp tinh thần người Mỹ. Orlovsky khiển trách cháu trai mình và cảnh báo rằng nếu cố tình vi phạm mệnh lệnh lần nữa sẽ bị cách chức và đình chỉ công tác vô thời hạn.
Một cảnh hồi tưởng mô tả các sự kiện về thảm họa chiến tranh ở châu Âu. Sự bế tắc trong cuộc chiến giữa Liên Xô và NATO là kết quả trong một nhiệm vụ mới nhằm thực hiện các cuộc đột kích tại một căn cứ ven biển Na Uy, qua đó mở một hành lang ném bom cho tới các phi vụ xuất kích chống lại nước Anh và châu Âu tạo lợi thế cho phía Liên Xô. Trong cuộc tấn công này và sự kiện Liên Xô thử nghiệm thành công một quả bom gây cháy mới, Orlovsky và người của ông biết rằng một lực lượng đặc nhiệm của NATO được phái đến đã thực hiện một sự xâm nhập vào Liên Xô. Orlovsky và các sĩ quan dưới quyền nhận được lệnh phải trở về Nga ngay tức khắc, với nhiệm vụ bảo vệ một trại tù binh chiến tranh từ lực lượng tấn công của NATO. Ngay lúc đó thì Malashenko nhận được tin vợ và con gái của anh đã bị giết trong một cuộc đột kích của lực lượng NATO, càng thúc đẩy nỗi căm ghét tột độ trong lòng anh. Đồng thời Malashenko cũng khẳng định thái độ khinh bỉ của mình trước chính phủ Liên Xô và lời lẽ dối trá của GRU với Hồng quân trước những hành động và suy nghĩ của đối phương.
Những sự kiện quay lại về hậu quả xảy ra ở Cascade Falls, khi quân đội Mỹ ra lệnh thả bom nguyên tử nhằn ngăn chặn bước tiến quân của Liên Xô sắp xảy ra. Hồng quân Liên Xô đành rút lui khỏi Cascade Falls và trở lại Seattle để chuẩn bị cho một cuộc phản công không thể tránh khỏi từ phía Mỹ. Vào lúc này, Romanov được giao quyền kiểm soát nguồn tài sản thuộc sở hữu của Hàng không Tiền tuyến và là chỉ huy đoàn bảo vệ tuyến xe tải chở thương binh quân Liên Xô thoát khỏi sự truy kích dồn dập từ quân Mỹ. Trong suốt nhiệm vụ, Malashenko đột ngột bắn hạ và giết chết Orlovsky theo lệnh từ lực lượng Liên Xô quay trở lại Nga thay vì cố gắng phòng thủ Seattle một cách vô ích. Đến lúc này thì Lebedjev được giao toàn quyền chỉ huy các lực lượng còn lại của Liên Xô và sớm nhận ra, như Orlovsky nói, rằng Seattle không thể giữ vững được nữa và quyết lập kế hoạch cho đơn vị của Orlovsky được trở về nhà. Malashenko đã vỡ mộng khi tiến quần về hướng Seattle và chính tại nơi đây hắn đã phải chịu một cái chết thê thảm. Cuối cùng quân đội Liên Xô rút lui toàn bộ trở về Nga sau khi phải chịu thất bại trong hàng loạt trận chiến với quân đội Mỹ và rồi vài năm sau thì Liên Xô sụp đổ hoàn toàn, game chính thức chấm dứt ở đây.

## Cách chơi
Ngoài các màn chơi ở phần đầu, World in Conflict: Soviet Assault bổ sung thêm 6 màn chơi đơn mới trong phần chiến dịch miêu tả quy mô cuộc chiến dưới góc nhìn của quân Liên Xô và hai bản đồ cho phần chơi mạng. Những màn chơi mới nằm trong phần chiến dịch chơi đơn và sẽ kết hợp những màn này với phần chiến dịch của phe Mỹ hiện thời, hàm ý rằng cả hai sẽ xen lẫn với một số khác. Ngoài ra, phiên bản trên Console có thêm tính năng mới là voice command (chỉ huy bằng giọng nói) cho phép người chơi điều khiển và triển khai các đơn vị quân trên chiến trường thông qua bộ tai nghe. Tuy nhiên tính năng này chưa bao giờ được thực hiện trên phiên bản PC. Hai bản đồ trong phần chơi mạng sẽ được miễn phí chỉ dành cho những người sở hữu bản gốc World in Conflict.

## Phân phối
Bản mở rộng được phân phối thông qua hai phương thức: tải về trực tuyến và bán lẻ. Có hai phiên bản bán lẻ, với một bản bao gồm bản mở rộng và một bản khác gọi là World in Conflict: Complete Edition, tổng hợp bản đầu và bản mở rộng Soviet Assault. Tải về trực tuyến chỉ có bản mở rộng Soviet Assault và được thiết kế dành cho những người chơi đã có phiên bản gốc.
Tất cả nội dung của phần chơi mạng được phát hành cho Soviet Assault (bản đồ mới) theo hình thức miễn phí đối với cộng đồng World in Conflict thông qua Massgate. Tuy nhiên, để chơi được những màn chơi trong phần chiến dịch chơi đơn buộc người chơi phải mua về mới có thể truy cập vào nội dung của game.

## Phát triển
Soviet Assault dự kiến sẽ được phát hành trong quý 4 năm 2008 cho hệ máy Xbox 360 và PlayStation 3 như một bản game độc lập, và là phiên bản mở rộng đối với PC dựa trên Windows. Tuy nhiên, các phiên bản trên console đã bị hủy bỏ.
Ngày 29 tháng 7 năm 2008, Sierra đã bỏ rơi World in Conflict: Soviet Assault, trong số các game khác mà họ đang sản xuất, đặt tương lai của World in Conflict: Soviet Assault vào chỗ nghi vấn.
Ngày 6 tháng 8 năm 2008, Sierra giao cho Massive Entertainment phụ trách mảng bán lẻ. Vào ngày 11 tháng 11 cùng năm, Massive bị Ubisoft mua lại.